# ミシェル・マイヨール
ミシェル・ギュスターヴ・マイヨール（Michel Gustave Mayor, フランス語発音: [miʃɛl majɔʁ]; 1942年1月12日 - ）はスイスの天文学者。史上初めて主系列星を公転する太陽系外惑星を発見した功績で、2019年のノーベル物理学賞を受賞した。

## 経歴
1942年ローザンヌ生まれ。幼少期をエーグルで過ごした後、高校から再びローザンヌに転居し、ローザンヌ大学に進学後は理論物理学を専攻した。1966年に修士課程を修了した後はジュネーヴ大学の博士課程で理論天体物理学を研究し、1971年に同大学のジュネーブ天文台で天文学の博士号を取得した。一時的にケンブリッジ大学天文学研究所で研究した他、サバティカル（研究休暇）の期間をチリのヨーロッパ南天天文台やハワイ大学システムの天文学研究所で過ごしている。
博士課程で銀河の渦状構造を研究する中で恒星の速度を精密に測定する方法が必要となったマイヨールは、相互相関関数によって恒星の速度を測定するという新たな分光法を知った。彼は分光装置の製作に取り掛かり、1977年に完成した分光装置CORAVELをオート＝プロヴァンス天文台の口径1メートルの望遠鏡に設置した。この分光装置は毎秒300メートルの視線速度の変化を捉えることができ、1989年には恒星HD 114762の周囲を公転する木星質量の11倍の質量を持つ褐色矮星の発見に貢献している。
1993年には、感度を向上した高分解能分光計ELODIEをオート＝プロヴァンス天文台の口径1.93メートルの望遠鏡に設置した。1994年からこの装置を使って、当時ジュネーヴ大学の大学院生だったディディエ・ケローとともに、褐色矮星と巨大惑星の探索のため、太陽に似た142個の恒星の観測を始めた。1994年末、マイヨールとケローは、ペガスス座51番星に木星より小さな惑星が周回することで起こされると考えられる周期的な変動があることに気付いた。特筆すべきことに、この惑星の公転周期はわずか4.2日であり、これは当時想定されていた理論からは考えられないことであった。しかしながら、1995年7月までのデータで惑星の存在に確信を得た2人は、1995年10月6日、太陽と同じ主系列星では史上初めてとなる太陽系外惑星の発見を報告した。この発見が評価され、2019年10月、マイヨールとケローは、現代宇宙論研究者のジェームズ・ピーブルスとともにノーベル物理学賞が授賞されることが発表された。

## 受賞歴
- 1998年 Swiss Marcel Benoist Prize
- 1998年 ジュール・ジャンサン賞
- 2000年 バルザン賞
- 2004年 アルベルト・アインシュタイン・メダル
- 2005年 ショウ賞天文学部門[14]
- 2013年 トムソン・ロイター引用栄誉賞
- 2015年 王立天文学会ゴールドメダル
- 2015年 京都賞基礎科学部門[15]
- 2017年 ウルフ賞物理学部門
- 2019年 ノーベル物理学賞